# Wedderveer (waterschap)
Wedderveer is een voormalig waterschap in de provincie Groningen.
Het schap is ontstaan uit een fusie van de Nijverheid en de Welvaart. In 1930 werd de Lutjeloosche Mede aan het schap gevoegd. De bemaling van de polder sloeg uit op de Westerwoldse Aa.
Waterstaatkundig gezien ligt het gebied sinds 2000 binnen dat van het waterschap Hunze en Aa's.